# Johann Georg Mozart
Pour les articles homonymes, voir Mozart.

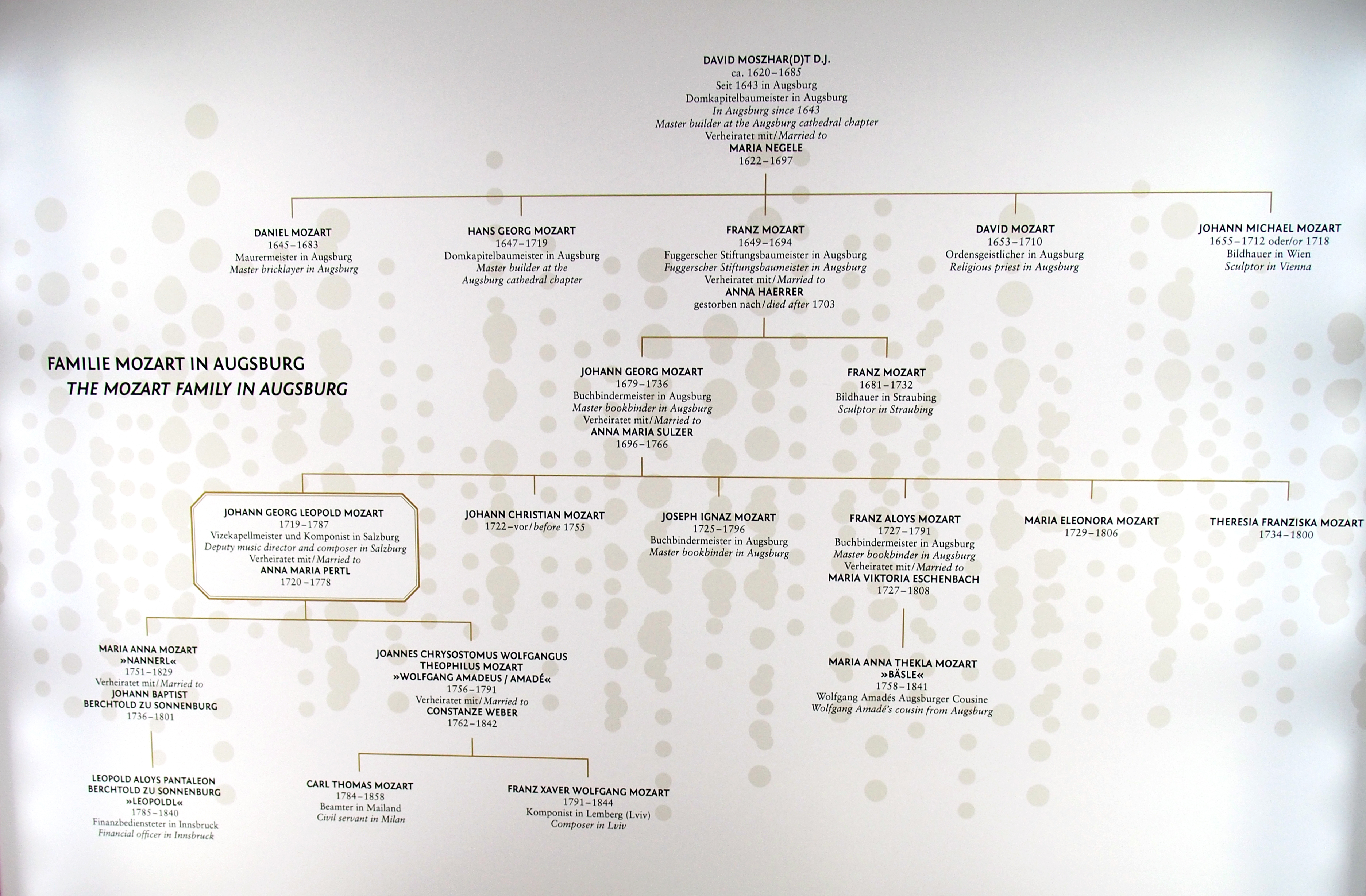
Arbre généalogique de la famille Mozart à Augsbourg

Johann Georg Mozart (4 mai 1679-19 février 1736) est un relieur qui vivait à Augsbourg (Saint-Empire). Il est le père de Leopold Mozart et le grand-père de Wolfgang Amadeus Mozart. 
Les aïeux de Johann Georg, y compris son père Franz Mozart, étaient tous artisans et maçons, mais il a refusé de suivre la tradition familiale et a décidé de choisir un nouveau métier, devenant maître relieur. Ayant déjà quelques années d'expérience dans son métier, il décida de se marier avec Anna Maria Banegger, la veuve de son ancien patron, et, par conséquent, il a obtenu de la corporation le titre de maître. Sa première épouse n'a pas eu d'enfants et est décédée en 1718. Sa seconde épouse Anna Maria Sulzer (1696–1766), avec qui il a eu huit enfants entre 1719 et 1735, dont trois garçons et deux filles sont devenus adultes. Leopold, né le 14 novembre 1719, était l'aîné. La famille était catholique et à partir de 1722, a vécu dans une maison propriété des jésuites. Les deux fils aînés sont allés à l'école des jésuites. 
Ni Johann Georg ni son épouse Anna Maria n'ont eu une influence directe sur la vie de leur célèbre petit-fils. Johann Georg est mort 20 ans avant la naissance de Wolfgang Amadeus Mozart. Leopold s'éloigna de sa mère quand il est venu à Salzbourg en 1737 à son adolescence. De ce fait, il n'y a pas eu de contact entre l'aïeule et son petit-fils au cours de leurs vies. L'autre fils de Johann Georg, Franz Aloys Mozart (1727-1791), est resté à Augsbourg et a repris le métier de son père comme relieur (publiant également en certaines occasions des textes religieux). C'était le père de Maria Anna Thekla Mozart, cousine germaine de Wolfgang et son amie.